# بوب سويفت (لاعب كرة قاعدة)
بوب سويفت (بالإنجليزية: Bob Swift)‏ هو لاعب كرة قاعدة أمريكي، ولد في 6 مارس 1915 في سالينا في الولايات المتحدة، وتوفي في 17 أكتوبر 1966 في ديترويت في الولايات المتحدة بسبب سرطان الرئة.

## وصلات خارجية
- بوب سويفت على موقعبيزبول رفرنس.كوم (الدوري الرئيسي) (الإنجليزية)
- بوب سويفت على موقعبيزبول رفرنس.كوم (الدوري الثانوي) (الإنجليزية)